# Markus von Baden

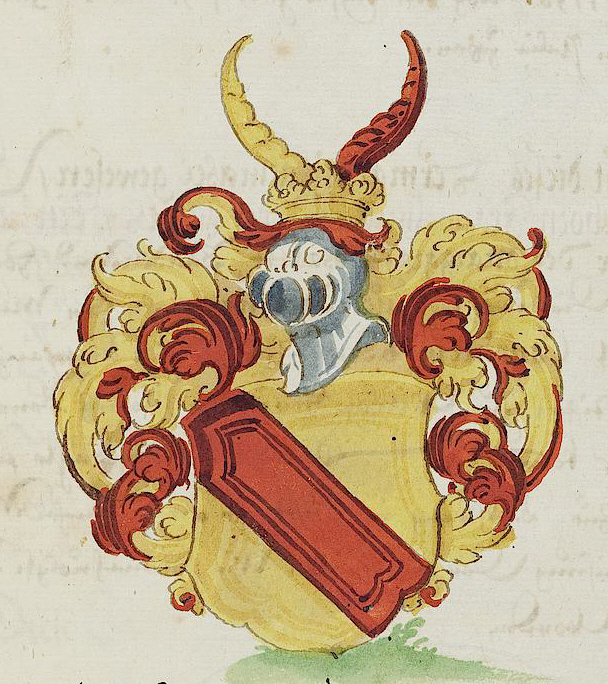
Wappen der Markgrafen von Baden

Markgraf Markus von Baden (* 1434; † 1. September 1478) war badischer Markgraf, Domherr und Chorbischof.

## Herkunft und Familie
Er war der Sohn des Markgrafen Jakob I. von Baden sowie seiner Gattin Katharina von Lothringen und hatte folgende Geschwister:
- Karl (* 1427; † 24. Februar 1475 in Pforzheim) heiratete 1447 in Pforzheim Katharina von Österreich
- Bernhard (* 1428 in Pforzheim; † 12. Juli 1458 in Moncalieri/Oberitalien), seliggesprochen.
- Johann (* 1434; † 9. Februar 1503 in Ehrenbreitstein), Erzbischof und Kurfürst von Trier
- Georg (* 1433; † 11. Februar 1484 in Moyen), Bischof von Metz
- Margarete (* 1431; † 24. Oktober 1457 in Ansbach) heiratete 1446 in Heilsbronn Albrecht III. von Brandenburg
- Mathilde († 1485), Äbtissin in Trier

- Rudolf, unehelicher Bruder

## Leben und Wirken
Er wurde für den geistlichen Stand bestimmt, ebenso wie seine Brüder Johann und Georg. Mit diesen erhielt er am 23. November 1445 vom Speyerer Weihbischof Petrus Spitznagel, auf Schloss Hohenbaden die Tonsur und sie studierten gemeinsam ab 1452 an der Universität Erfurt, ab 1454 an der Universität Padua und ab 1456 an der Universität Köln.
Markus von Baden erhielt 1455 eine Domherrenpräbende in Würzburg, die er bis zum Lebensende behielt. Am 3. August 1456 avancierte er zum Domscholaster in Speyer, von welchem Amt er am 9. März 1458 resignierte. Mit Datum vom 5. Dezember 1459 wurde er Domizellar in Mainz, am 26. März 1460 wählte man ihn zum Stiftspropst von St. Florin in Koblenz. Auch diese beiden Ämter behielt er bis zum Tod. 1459 nahm er für seinen Bruder Georg das Bistum Metz in Besitz und geriet 1460, in der Schlacht bei Pfeddersheim (Mainzer Stiftsfehde), zusammen mit ihm in Gefangenschaft.
Auf Verlangen einflussreicher Opponenten des Lütticher Bischofs Ludwig von Bourbon übernahm Prinz Markus von Baden 1465 die Administration dessen Bistums, konnte sich aber weder kirchlich noch politisch durchsetzen und gab das Amt 1468 wieder auf.
1469 erscheint er als Cellarius im Bistum Strassburg, wo er auch 1477 Domkapitular wurde. Am 23. August 1470 wurde er als Domherr in Köln aufgeschworen, 1473 avancierte er hier zum Chorbischof.